# Grayson (Georgia)
Grayson è una città degli Stati Uniti d'America, situata in Georgia, nella Contea di Gwinnett.